# Сан-Хосе Шаркс
«Са́н-Хосе́ Шаркс» (англ. San Jose Sharks) — профессиональный хоккейный клуб, выступающий в НХЛ (Национальная хоккейная лига). Клуб базируется в городе Сан-Хосе, штат Калифорния, США.

## История

### Хоккей в Bay Area
До 1967 года Национальная хоккейная лига состояла из шести команд, так называемой «Оригинальной шестёрки», которые были расположены на севере, востоке и в центре Северной Америки. В 1967 году было принято решение о расширении лиги, открывать новые области. Калифорния не считалась хорошим местом для культивирования хоккея, но в Сан-Франциско всё же расположился новый клуб. Команда была первоначально названа «Калифорния Силз», позднее — «Окленд Силз», а спустя два года — «Калифорния Голден Силз». После девяти лет проведённых на «Окленд-Колизеум-арена», команда была продана в 1976 году бизнесменам Джорджу и Гордону Гандам, команда переехала в Кливленд, штат Огайо, и отныне называлась «Кливленд Баронс». После двух лет без каких-либо значительных успехов, братья Ганды решили купить ещё одну команду НХЛ. Они остановились на клубе «Миннесота Норт Старз», испытывающем тогда финансовые трудности. После покупки второго клуба, братья решили объединить две команды, владельцами которых они являлись, под названием «Миннесота Норт Старз».

### Трудный старт (1990—1993)
9 мая 1990 года НХЛ одобрило сделку, по которой Джордж и Гордон Ганд, продав «Миннесоту Норт Старз», получили права на новый клуб в районе залива у Сан-Франциско. Руководством клуба было объявлено о голосовании среди болельщиков с целью выбрать новое название для команды. В июле более 2300 всевозможных вариантов было вынесено на голосование, в котором участвовало свыше 5700 человек. Наконец, 6 сентября того же года было объявлено, что новая команда будет называться «San Jose Sharks» (рус. "Акулы Сан-Хосе"), этот вариант был предложен Алленом Спиром из Сан-Хосе. Выбор во многом был обусловлен тем фактом, что в водах Тихого океана, граничащего с городом Сан-Хосе обитает семь видов акул. Вице-президента по маркетингу Мэтт Левин так же заявил: 
Акулы безжалостны, решительны, быстры, ловки, умны и бесстрашны. Мы хотим, чтобы наша команда соответствовала всем этим качествам.
 Через несколько недель после этого Джордж Ганд и мэр Сан-Хосе Том Макенери решили, что в течение двух лет, пока ведётся строительство новой арены в центре Сан-Хосе, местом проведения домашних встреч «Шаркс» будет «Кау Пэлэс» в Дэйли Сити, что на 80 километров севернее Сан-Хосе. 12 февраля 1991 года публике был представлен логотип — детище дизайнеров Терри Смита и Майка Блэтта. Демонстрацию первых клубных свитеров провели совладелец «Шаркс» Джорж Ганд и легенда мирового хоккея Горди Хоу.
Первым тренером «Сан-Хосе Шаркс» был назначен Джордж Кингстон, тренировавшей до этого молодёжный состав «Калгари». Помимо первых 34 хоккеистов выбранных менеджментом «Шаркс» на драфте расширения, 22 апреля на Драфте новичков «Шаркс» подписывают Пэта Фоллуна, по итогам сезона набравшего наибольшее количество очков в команде. Одним из немногих звёздных игроков клуба стал защитник Дуг Уилсон из «Чикаго Блэкхокс», покупка которого состоялась 6 сентября 1991 года. Дуг стал первым капитаном «Шаркс».
Свой первый матч «Акулы» сыграли 4 октября 1991 года в Ванкувере и проиграли 3:4. Первую шайбу «Сан-Хосе» в НХЛ забросил Крэйг Кокс. 8 октября того же года «Шаркс» одержали свою первую победу, переиграв на своём льду «Калгари Флэймз» 4:3. 30 ноября «Шаркс» совершили первый выезд за пределы родной площадки. Недавний обладатель Кубка Стэнли — «Калгари», был повержен со счётом 1:2. Однако, первые два сезона стали самыми неудачными в короткой истории клуба. В сезоне 1992/93 команда проиграла 71 игру, установив тем самым новый антирекорд НХЛ по количеству поражений. 17 ноября 1992 год латышский вратарь «Акул» Артур Ирбе отразил 39 бросков в матче с «Лос-Анджелес Кингз» и помог своей команде одержать первую «сухую» победу в истории «Шаркс» со счётом 6:0. 20 ноября того же года капитан «Акул» Дуг Уилсон достиг отметки 1000 игр за карьеру, случилось это в матче против «Чикаго Блэкхокс», цвета которых Дуг защищал на протяжении 14 сезонов.

### Первые успехи и реструктуризация (1993—1997)
Сезон 1993/94 команда начала с кадровых перестановок. В апреле 1993 года клуб в связи с неудовлетворительными результатами в регулярном чемпионате разорвал контракт с Джорджем Кингстоном. Почти через два месяца, 16 июня на специальной пресс-конференции был представлен новый наставник «Шаркс» Кевин Константайн. 7 сентября состоялась церемония открытия «Сан-Хосе Арены». Первая хоккейная встреча состоялась 30 сентября — в рамках выставочной серии. «Шаркс» принимали «Нью-Йорк Айлендерс» и выиграли 4:2, при том, что из 20 заявленных хоккеистов в распоряжении Константайна значилось 12 новичков. Большие кадровые перестановки на старте первенства привели к 9-матчевому отрезку, в котором «Акулы» уступили 8 раз и лишь однажды сыграли вничью. В последующих 8 встречах результаты команды стали налаживаться: 4 победы, 2 ничьи и 2 поражения. В ноябре клуб отправляется в выездное турне: трижды соперники «Сан-Хосе» капитулировали, трижды матчи заканчивались вничью, и лишь раз «Шаркс» оступились. К концу декабря на счету «Акул» оказалось больше гостевых побед, нежели за два предыдущих сезона. В марте-апреле, когда регулярный чемпионат уже близился к своему завершению, «акулы» предприняли финишный рывок к зоне плей-офф, включавший в себя рекордную для «Сан-Хосе» 9-матчевую беспроигрышную серию (7 побед и 2 ничьих). 5 апреля, после того, как в гостях были обыграны «Короли» из Лос-Анджелеса, «Шаркс» обеспечили своё участие в матчах за Кубок Стэнли.
В первом раунде оппонентами «Шаркс» стали хоккеисты «Детройта», занимавшие в сетке «Запада» высшую ступень и являлись безоговорочными фаворитами серии. Однако, 30 апреля в 7-м решающем матче 1/8 финала Кубка Стэнли, «Сан-Хосе» обыгрывает «Ред Уингз» со счётом 3:2 и сенсационно обыгрывает более именитого соперника. Следующим соперником «Акулы» стали «Кленовые Листья» из Торонто. «Шаркс» вели в серии 3:2, но в овертайме шестого матча, «Торонто» побеждает, а в заключительном 7 матче, несмотря на то, что «Акулы» вели по броскам в створ (32 против 21), был зафиксирован счёт 4:2 в пользу «Мейпл Ливз».
Сезон 1994/95 не был таким удачным, как предыдущий, но «Акулы» снова попали в плей-офф и снова победили на первом раунде, на этот раз «Калгари» в семи играх. Добраться до полуфинала, как и год назад «Акулам» не представилось возможным. Во втором раунде «Детройт» взял уверенный реванш за поражение в прошлом году, выиграв все четыре матча с общим счётом 24:6.
Начало сезона 1995/96 сложилось для «Акул» неудачно. Команда отказалась от услуг Макарова и Ирбе, а Ларионов и Озолиньш были обменяны. После первых 25 игр Константайн принимает решение об уходе из команды, причиной тому стала необдуманная трансферная политика руководства. До согласования новой кандидатуры на посту тренера становится помощник Константина — Джимм Уили. Нестабильность «Сан-Хосе» в феврале-марте привела к перестановкам и в офисе менеджмента. Ситуация с главным тренером разрешилась к 6 июня 1996 года. Дела принимает Эл Симс, имевший за плечами 15-летний опыт действующего игрока и три года работы тренером в «Анахайм Майти Дакс». На вторых ролях значились Уэйн Кэшмен и Рой Соммер.
В сезоне 1996/97 генеральный менеджер клуба Дин Ломбарди решил сделать ставку на ветеранов — на лёд в форме «Шаркс» выходили Эл Айэфрейти, Келли Хруди, Марти Максорли, Тони Гранато, Берни Николс. Ломбарди также совершил обмен с «Чикаго» и получил вратаря Эда Белфора. Но несмотря на наличие таких игроков, команда так и не смогла пробиться в плей-офф. «Шаркс» одержали всего 27 побед и заняли последнее место в Тихоокеанском дивизионе.

### Победы Дэррила Саттера (1997—2002)
Перед сезоном 1997/98 на пост главного тренера был нанят Дэррил Саттер. Эд Белфор не стал подписывать новый контракт с «Акулами», и Ломбарди провернул сделку с «Детройтом», получив вратаря Майка Вернона. В результате «Шаркз» выиграли 34 матча, вышли в плей-офф, но проиграли в первом раунде «Далласу» в 6 матчах.
На следующий год «Сан-Хосе» улучшило свои показатели в регулярном сезоне на 2 очка, но снова уступило в первом раунде Кубка Стэнли, на этот раз «Колорадо».
В сезоне 99/2000 в составе «Шаркс» наконец-то разыгрался Оуэн Нолан, ставший главным наступательным оружием команды. Несмотря на то, что «Шаркс» сумели пробиться в плей-офф лишь в последних матчах регулярного первенства, они снова потрясли НХЛ, обыграв в первом круге розыгрыша Кубка Стэнли чемпионов «регулярки» «Сент-Луис» в 7 играх. Однако во втором раунде команда из Сан-Хосе проиграла «Даллас Старз».

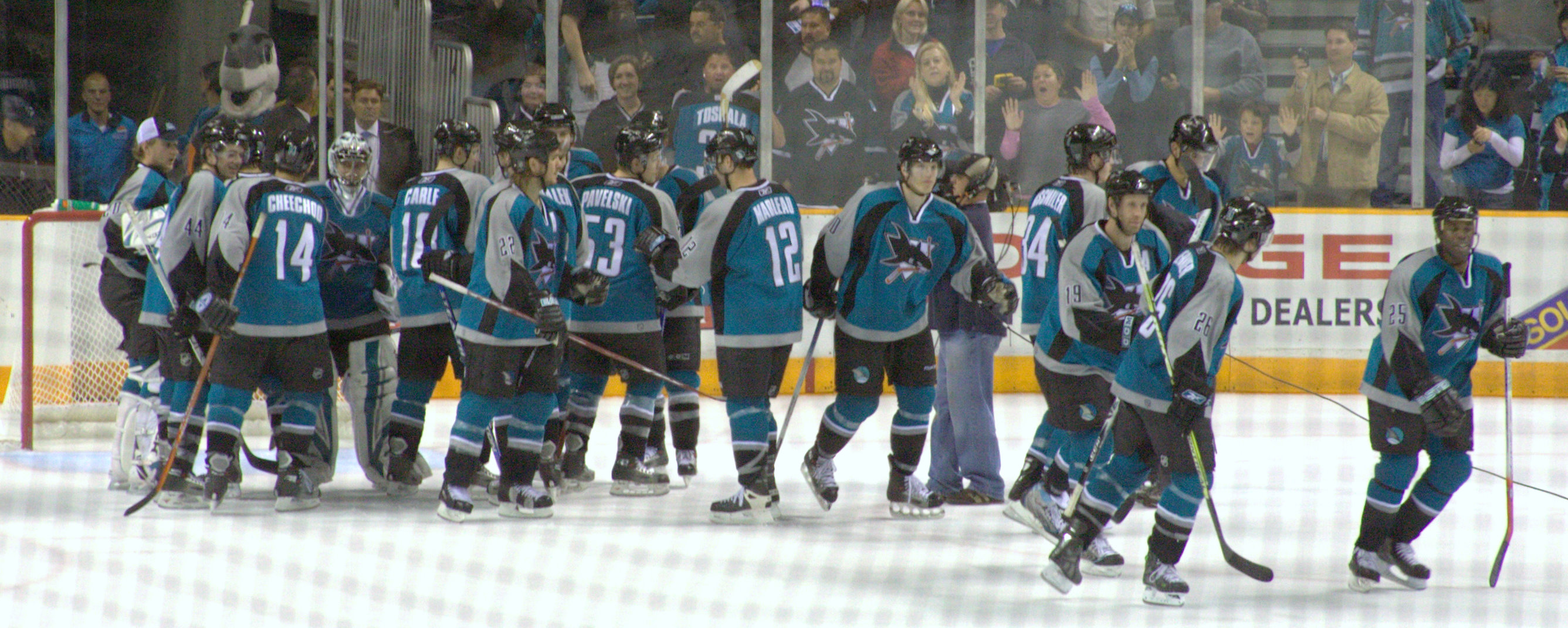
«Сан-Хосе» празднуют победу 4-0 над «Финиксом» 11.12.2006

В сезоне 2000/01, имея в воротах лучшего новичка НХЛ, российского голкипера Евгения Набокова, а также полученного в результате обмена из «Анахайма» Теему Селянне, «Шаркс» уверенно прошли регулярный чемпионат, но оступились на «Сент-Луисе» в первом раунде Кубка Стэнли. В 2002 году «Сан-Хосе» впервые стали чемпионами своего дивизиона, шестой сезон подряд улучшая свои показатели в регулярном чемпионате. В плей-офф они обыграли «Финикс», но в полуфинале конференции проиграли «Колорадо» в серии из семи матчей.

### Эпоха Рона Уилсона (2003—2008)
Перед следующим сезоном «Шаркс» называли в числе главных претендентов на победу в Кубке Стэнли, однако команда ужасно провела регулярный чемпионат и даже не пробилась в плей-офф. По ходу сезона на посту главного тренера вместо Дэррила Саттара встал Рон Уилсон, а в марте 2003 Дин Ломбарди был уволен со своей должности генерального менеджера и его место занял Дуг Уилсон. В «Сан-Хосе» стали намечаться большие перемены.
Уже в 2004 году с Дугом Уилсоном на посту генерального менеджера, «Шаркс» вернулись в элиту лиги, заняв первое место в Тихоокеанском дивизионе, а в плей-офф дошли до финала Западной конференции.
В сезоне 05/06 «Акулы» неожиданно оказались среди команд, привлекавших наибольший интерес. Такая ситуация образовалась после приобретения клубом из «Бостона» талантливого нападающего Джо Торнтона, который тут же стал показывать результативную игру, выиграв в итоге Харт Трофи и Арт Росс Трофи. С помощью Торнтона его партнёр по первому звену Джонатан Чичу смог выиграть Морис Ришар Трофи, забив 56 голов. Вот только в плей-офф лидеры «Сан-Хосе» сбавили обороты, и команда сошла с дистанции во втором раунде.
Первую половину регулярного чемпионата 2007/2008 подопечные Уилсона провели не слишком убедительно, однако рывок в феврале-марте (17 побед в 19 играх) поднял команду в лидеры Тихоокеанского дивизиона, победителем которого она стала в третий раз в истории. Однако в плей-офф «Сан-Хосе» вновь поджидала неудача: с огромным трудом пройдя в первом раунде «Калгари» (4:3), «Акулы» третий розыгрыш Кубка Стэнли подряд вылетели в полуфинале конференции. На сей раз их обидчиками стали «Звезды» из Далласа, выигравшие серию 4:2.

### Эпоха Тодда Маклеллана (2008—2015)
В сезоне 2008/09 «Акулы» набрали больше всего очков в регулярном чемпионате НХЛ, но вылетели в первом же раунде плей-офф, уступив «Анахайм Дакс» в шести матчах.
В сентябре 2009 года состав команды претерпел существенные изменения. В результате обмена в команду прибыл один из лучших канадских игроков Дэни Хитли, однако из команды ушли Джонатан Чичу и Милан Михалек.
В сезоне 2009/10 команда была одной из сильнейших в регулярном первенстве, прошла два раунда плей-офф (обыграв «Колорадо» и «Детройт»), а затем всухую уступила в финале конференции будущему обладателю кубка «Чикаго Блэкхокс».
Летом 2010 года из команды ушёл единственный российский легионер, её основной вратарь на протяжении нескольких лет — Евгений Набоков, вместо которого был взят текущий обладатель Кубка Стэнли голкипер «Чикаго Блэкхокс» Антти Ниеми.
В сезоне 2010/2011 «Акулам» также не удалось взять заветный трофей — выиграв тяжелую серию у «Детройта» во втором раунде (4:3), они стали легкой добычей финалистов Кубка Стэнли — «Ванкувер Кэнакс» обыграл их со счетом 4:1.
Летом 2011 года руководство решило, что команде из Сан-Хосе не хватает сил в защите, в результате чего талантливый нападающий Девин Сетогучи был обменян в «Миннесоту» на защитника Брента Бёрнса сразу же на следующий день после подписания с ним контракта «Акулами». В «Миннесоту» также был отправлен и Дэни Хитли, один из нападающих «Тройки из Сан-Хосе» в обмен на Мартина Гавлата. Основным голкипером в сезоне 2011/2012 вновь стал Антти Ниеми. Голкипер Антеро Нииттимяки из-за травмы не смог начать сезон, и место второго вратаря занял немец Томас Грайсс. Было запланировано, что именно Нииттимяки вновь займёт место второго вратаря команды после того, как оправится от травмы, однако Грайсс неплохо показал себя в сезоне и места для финна не нашлось. Незадолго до дня запрета на обмены Антеро был отправлен сначала в фарм-клуб, а затем в финскую лигу.
Акулы закончил сезон 2011/12 с результатом 43-29-10. Тем не менее, после победы в 1 игре серии первого раунда плей-офф с «Сент-Луис Блюз» в овертайме, они проиграли последние четыре игры серии, и уже второй раз «Шаркс» проиграли в четвертьфинале под руководством Тодда Маклеллана. Несмотря на неудовлетворительный результат, было объявлено, что Маклеллан останется возглавлять команду на пятый сезон.
Перед стартом сезона 2012/13 «акулы» заметно усилили тренерский штаб, пригласив известного в прошлом игрока и тренера, члена Зала славы Ларри Робинсона, чтобы наладить игру «Сан-Хосе» при игре в меньшинстве, так как показатель прошедшего сезона был 29-м в лиге. Джим Джонсон стал ещё одним помощником главного тренера, вошедшим в тренерский штаб перед стартом сезона. Джим должен был наладить игру в обороне. Наряду с двумя новыми тренерами, «акулы» подписали ветерана защитника Брэда Стюарта, чтобы усилить игру на синей линии. 12 января Брэд вновь вышел на лёд HP Pavilion в форме «акул», впервые за семь лет. В первом раунде плей-офф Кубка Стэнли 2013 года, «акулы» встретились с «Ванкувер Кэнакс», и впервые в истории клуба одержали победу в серии над кем-либо со счётом 4-0. Дальше «акулы» попадают на обладателя Кубка прошлого года «Лос-Анджелес Кингз» и проигрывают со счётом 4-3 во втором раунде плей-офф.
В сезоне 2013/14 «Сан-Хосе» занимает второе место в дивизионе и в первом раунде плей-офф попадает на «Лос-Анджелес Кингз», которому снова проигрывает в семи матчах, несмотря на то что вели в серии со счётом 3:0. В  сезоне 2014/15, впервые с 2003 года, «Шаркс» не попали в плей-офф и по окончании чемпионата руководство клуба расторгло контракт с Тоддом Маклелланом.

### Приход Питера Дебура и первый финал Кубка Стэнли
В межсезонье руководство клуба назначило на пост главного тренера Питера Дебура . По итогам регулярного чемпионата сезона 2015/2016, «Сан-Хосе» набрал 98 очков и занял 3-е место в своём дивизионе. В плей-офф «Шаркс» дошли до финала, который стал первым в истории клуба. В финале «Сан-Хосе» в шести встречах уступил Кубок Стэнли «Питтсбург Пингвинз».

## Статистика
Сокращения: И = сыгранные матчи в регулярном чемпионате, В = победы, П = поражения, ПО = поражения в овертаймах, О = очки, ЗШ = забитые шайбы, ПШ = пропущенные шайбы, Рег. чемп. = место, занятое в указанном дивизионе по итогам регулярного чемпионата, Плей-офф = результат в плей-офф
| Сезон   | И  | В  | П  | ПО | О   | ЗШ  | ПШ  | Рег. чемп.       | Плей-офф                                                                     |
| 2018-19 | 82 | 46 | 27 | 9  | 101 | 289 | 261 | 2, Тихоокеанский | 1-й раунд: 4-3 «Вегас» 2-й раунд: 4-3 «Колорадо» финал конф: 2-4 «Сент-Луис» |
| 2019-20 | 70 | 29 | 36 | 5  | 63  | 182 | 226 | 8, Тихоокеанский | не попали                                                                    |
| 2020-21 | 56 | 21 | 28 | 7  | 49  | 151 | 199 | 7, Западный      | не попали                                                                    |
| 2021-22 | 82 | 32 | 37 | 13 | 77  | 214 | 264 | 6, Тихоокеанский | не попали                                                                    |
| 2022-23 | 82 | 22 | 44 | 16 | 60  | 234 | 321 | 7, Тихоокеанский | не попали                                                                    |
| 2023-24 | 82 | 19 | 54 | 9  | 47  | 181 | 331 | 8, Тихоокеанский | не попали                                                                    |
| 2024-25 | 82 | 20 | 50 | 12 | 52  | 210 | 315 | 8, Тихоокеанский | не попали                                                                    |

## Команда

### Текущий состав
| №                         | Игрок              | Страна                    | Хват    | Дата рождения              | Рост (см) | Вес (кг) | Средняя зарплата ($) | Контракт до |
| Вратари                   | Вратари            | Вратари                   | Вратари | Вратари                    | Вратари   | Вратари  | Вратари              | Вратари     |
| ------------------------- | ------------------ | ------------------------- | ------- | -------------------------- | --------- | -------- | -------------------- | ----------- |
| 1                         | Якуб Шкарек        | Чехия                     | Левый   | 10 ноября 1999 (25 лет)    | 191       | 89       | 775,000              | 2025/26     |
| 30                        | Ярослав Аскаров    | Россия                    | Правый  | 16 июня 2002 (23 года)     | 191       | 74       | 2,000,000            | 2026/27     |
| 31                        | Георгий Романов    | Россия                    | Левый   | 15 декабря 1999 (25 лет)   | 195       | 94       | 910,000              | 2024/25     |
| -                         | Алекс Неделькович  | Соединённые Штаты Америки | Левый   | 7 января 1996 (29 лет)     | 182       | 86       | 2,500,000            | 2025/26     |
| 40                        | Александр Георгиев | Россия                    | Левый   | 10 февраля 1996 (29 лет)   | 186       | 80       | 3,400,000            | 2024/25     |
| Защитники                 |                    |                           |         |                            |           |          |                      |             |
| 4                         | Ник Ледди          | Соединённые Штаты Америки | Левый   | 20 марта 1991 (34 года)    | 183       | 88       | 4,000,000            | 2025/26     |
| 5                         | Винсент Деарне     | Канада                    | Правый  | 29 мая 1996 (29 лет)       | 198       | 85       | 2,000,000            | 2025/26     |
| 7                         | Дмитрий Орлов      | Россия                    | Левый   | 23 июля 1991 (34 года)     | 181       | 96       | 6,500,000            | 2026/27     |
| 26                        | Джек Томпсон       | Канада                    | Правый  | 19 марта 2002 (23 года)    | 185       | 84       | 800,000              | 2025/26     |
| -                         | Йон Клингберг      | Швеция                    | Правый  | 14 августа 1992 (32 года)  | 185       | 78       | 4,000,000            | 2025/26     |
| 36                        | Лукас Карлссон     | Швеция                    | Левый   | 5 июля 1997 (28 лет)       | 184       | 83       | 800,000              | 2025/26     |
| 37                        | Тимоти Лильегрен   | Швеция                    | Правый  | 30 апреля 1999 (26 лет)    | 183       | 86       | 3,000,000            | 2025/26     |
| 38                        | Марио Ферраро — А  | Канада                    | Левый   | 17 сентября 1998 (26 лет)  | 180       | 84       | 3,250,000            | 2025/26     |
| 42                        | Лука Каньони       | Канада                    | Левый   | 21 декабря 2004 (20 лет)   | 175       | 82       | 895,000              | 2025/26     |
| 84                        | Ян Рутта           | Чехия                     | Правый  | 29 июля 1990 (34 года)     | 190       | 91       | 2,750,000            | 2024/25     |
| 85                        | Шакир Мухамадуллин | Россия                    | Левый   | 10 января 2002 (23 года)   | 185       | 70       | 1,000,000            | 2025/26     |
| Левые крайние нападающие  |                    |                           |         |                            |           |          |                      |             |
| 9                         | Ноа Грегор         | Канада                    | Левый   | 28 июля 1998 (26 лет)      | 183       | 84       | 850,000              | 2024/25     |
| -                         | Павол Регенда      | Словакия                  | Левый   | 7 декабря 1999 (25 лет)    | 193       | 96       | 775,000              | 2025/26     |
| 72                        | Вильям Эклунд      | Швеция                    | Левый   | 12 октября 2002 (22 года)  | 187       | 82       | 863,333              | 2025/26     |
| Центрфорварды             |                    |                           |         |                            |           |          |                      |             |
| -                         | Джефф Скиннер      | Канада                    | Левый   | 16 мая 1992 (33 года)      | 180       | 91       | 3,000,000            | 2025/26     |
| 2                         | Уилл Смит          | Соединённые Штаты Америки | Правый  | 17 марта 2005 (20 лет)     | 184       | 78       | 950,000              | 2026/27     |
| 10                        | Клим Костин        | Россия                    | Левый   | 5 мая 1999 (26 лет)        | 191       | 96       | 2,000,000            | 2024/25     |
| 15                        | Шейн Бауэрс        | Канада                    | Левый   | 30 июля 1999 (25 лет)      | 189       | 85       | 775,000              | 2025/26     |
| 16                        | Колин Уайт         | Канада                    | Правый  | 30 января 1997 (28 лет)    | 185       | 86       | 775,000              | 2025/26     |
| 21                        | Александр Веннберг | Швеция                    | Левый   | 22 сентября 1994 (30 лет)  | 188       | 89       | 5,000,000            | 2025/26     |
| 23                        | Филипп Курашев     | Швейцария                 | Левый   | 12 октября 1999 (25 лет)   | 183       | 86       | 1,200,000            | 2025/26     |
| 39                        | Логан Кутюр — К    | Канада                    | Левый   | 28 марта 1989 (36 лет)     | 185       | 91       | 6,000,000            | 2026/27     |
| 46                        | Кэмерон Лунд       | Соединённые Штаты Америки | Правый  | 7 июня 2004 (21 год)       | 188       | 87       | 941,667              | 2026/27     |
| 53                        | Тай Делландреа     | Канада                    | Правый  | 21 июля 2000 (25 лет)      | 183       | 83       | 1,300,000            | 2025/26     |
| 63                        | Зак Остапчук       | Канада                    | Левый   | 29 мая 2003 (22 года)      | 191       | 93       | 825,000              | 2025/26     |
| 71                        | Маклин Селебрини   | Канада                    | Левый   | 13 июня 2006 (19 лет)      | 183       | 84       | 975,000              | 2026/27     |
| 73                        | Тайлер Тоффоли     | Канада                    | Правый  | 24 апреля 1992 (33 года)   | 185       | 89       | 6,000,000            | 2027/28     |
| 81                        | Адам Годетт        | Соединённые Штаты Америки | Правый  | 3 октября 1996 (28 лет)    | 185       | 83       | 2,000,000            | 2026/27     |
| Правые крайние нападающие |                    |                           |         |                            |           |          |                      |             |
| -                         | Райан Ривз         | Канада                    | Правый  | 20 января 1987 (38 лет)    | 185       | 102      | 1,350,000            | 2025/26     |
| 23                        | Баркли Гудроу      | Канада                    | Левый   | 26 февраля 1993 (32 года)  | 188       | 98       | 3,641,667            | 2026/27     |
| -                         | Оскар Олауссон     | Швеция                    | Левый   | 10 ноября 2002 (22 года)   | 187       | 82       | 863,333              | 2025/26     |
| 51                        | Коллин Граф        | Соединённые Штаты Америки | Правый  | 21 сентября 2002 (22 года) | 185       | 88       | 941,667              | 2025/26     |
| 54                        | Патрик Джайлс      | Соединённые Штаты Америки | Правый  | 3 января 2000 (25 лет)     | 193       | 92       | 775,000              | 2025/26     |
| 56                        | Итан Кардуэлл      | Канада                    | Правый  | 30 августа 2002 (22 года)  | 180       | 82       | 867,500              | 2025/26     |
| 91                        | Карл Грундстрём    | Швеция                    | Левый   | 1 декабря 1997 (27 лет)    | 184       | 88       | 1,800,000            | 2025/26     |

### Штаб
| Должность            | Имя             | Страна                    | Дата рождения            | В должности |
| -------------------- | --------------- | ------------------------- | ------------------------ | ----------- |
| Генеральный менеджер | Майк Грир       | Соединённые Штаты Америки | 5 января 1975 (50 лет)   | с 2022 года |
| Главный тренер       | Райан Варсофски | Соединённые Штаты Америки | 26 октября 1987 (37 лет) | с 2024 года |
| Помощник тренера     | Даг Худа        | Канада                    | 3 июня 1966 (59 лет)     | с 2024 года |
| Помощник тренера     | Брайан Уайзман  | Канада                    | 13 июля 1971 (54 года)   | с 2022 года |
| Помощник тренера     | Джефф Ульмер    | Канада                    | 27 апреля 1977 (48 лет)  | с 2024 года |
| Тренер вратарей      | Томас Шпир      | Соединённые Штаты Америки | 8 ноября 1976 (48 лет)   | с 2024 года |

### Неиспользуемые номера
- 12 — Патрик Марло, центральный нападающий (1997—2017, 2019—2020, 2021). Выведен из обращения 25 февраля 2023 года.
- 19 — Джо Торнтон, центральный нападающий (2005—2020). Выведен из обращения 23 ноября 2024 года.

## Индивидуальные рекорды
- Наибольшее количество очков за сезон: Джо Торнтон — 114 (22+92) (2006-07)
- Наибольшее количество заброшенных шайб за сезон: Джонатан Чичу — 56 (2005-06)
- Наибольшее количество результативных передач за сезон: Джо Торнтон — 92 (2006-07)
- Наибольшее количество штрафных минут за сезон: Линк Гаетц — 326 (1991-92)
- Наибольшее количество очков, набранных защитником за один сезон: Эрик Карлссон — 101 (25+76) (2022-23)
- Наибольшее количество очков в плей-офф за сезон: Логан Кутюр — 30 (10+20) (2015-16)
- Наибольшее количество сыгранных игр среди вратарей в сезоне: Евгений Набоков (2007-08) — 77
- Наибольшее количество минут, проведенных на поле в сезоне, среди вратарей: Евгений Набоков (2007-08) — 4560 мин 56 сек
- Наибольшее количество побед среди вратарей в сезоне: Евгений Набоков (2007-08) — 46
- Наибольшее количество «сухих» игр за сезон: Евгений Набоков — 9 (2003-04)
- Наибольшее количество «сухих» игр в регулярных чемпионатах: Евгений Набоков (1999—2010) — 50
- Наибольшее количество сыгранных игр среди вратарей в регулярных чемпионатах: Евгений Набоков (1999—2010) — 563
- Наибольшее количество минут, проведенных на поле в регулярных чемпионатах, среди вратарей: Евгений Набоков (1999—2010) — 32 490 мин 43 сек
- Наибольшее количество побед среди вратарей в регулярных чемпионатах: Евгений Набоков (1999—2010) — 293
- Наибольшее количество сыгранных игр среди вратарей в Кубке Стэнли: Евгений Набоков (1999—2010) — 80
- Наибольшее количество побед среди вратарей в Кубке Стэнли: Евгений Набоков (1999—2010) — 40
- Наибольшее количество побед среди вратарей в плей-офф за сезон: Евгений Набоков (2003-04) — 10
- Наибольшее количество «сухих» игр в плей-офф за сезон: Евгений Набоков — 3 (2003-04), Мартин Джонс — 3 (2015-16)
- Наибольшее количество «сухих» игр в Кубке Стэнли: Евгений Набоков (1999—2010) — 7
- Наибольшее количество минут, проведенных на поле в плей-офф в сезоне, среди вратарей:  Мартин Джонс (2015-16) — 1474 мин
- Наибольшее количество минут, проведенных на поле в Кубке Стэнли, среди вратарей: Евгений Набоков (1999—2010) — 4818 мин 53 сек